# Sitzverteilung in den deutschen Landesparlamenten
In den Landesparlamenten der 16 deutschen Länder – den 13 Landtagen, dem Abgeordnetenhaus von Berlin, der Bremischen Bürgerschaft sowie der Hamburgischen Bürgerschaft – sind zurzeit (Stand 26. März 2025) elf Parteien in Fraktions- oder Gruppenstärke vertreten, eine Partei nur mit einem fraktionslosen Abgeordneten. Änderungen nach Wahlen werden mit Beginn der Legislaturperiode, also mit der konstituierenden Sitzung, des jeweiligen Parlaments wirksam.

## Tabellarische Übersicht
Folgende Übersicht listet die Anzahl der Abgeordneten pro Fraktion bzw. Gruppe und die fraktionslosen Abgeordneten nach Partei auf.
| Parlament von                                   | Wahl                                            | Sitze gesamt (abs. Mehrheit)              | Regierungsfraktionen                      | Regierungsfraktionen                      | CDU/ CSU     | SPD    | Grüne | AfD   | Linke | FDP   | BSW          | Andere | Fraktionslose          |
| Parlament von                                   | Wahl                                            | Sitze gesamt (abs. Mehrheit)              | Sitze                                     | %                                         | CDU/ CSU     | SPD    | Grüne | AfD   | Linke | FDP   | BSW          | Andere | Fraktionslose          |
| ----------------------------------------------- | ----------------------------------------------- | ----------------------------------------- | ----------------------------------------- | ----------------------------------------- | ------------ | ------ | ----- | ----- | ----- | ----- | ------------ | ------ | ---------------------- |
| Landtag von Baden-Württemberg                   | 2021                                            | 154 0(78)                                 | 100                                       | 64,9                                      | 43           | 18     | 57    | 17    | —     | 18    | —            | —      | 1 (SPD)                |
| Bayerischer Landtag                             | 2023                                            | 203 (102)                                 | 122                                       | 60,1                                      | CSU 85       | 17     | 32    | 32    | —     | —     | —            | FW 37  | —                      |
| Abgeordnetenhaus von Berlin                     | 2023                                            | 159 0(80)                                 | 087                                       | 54,7                                      | 52           | 35     | 34    | 16    | †20 † | —     | (FL)         | —      | 2 (BSW 1, parteilos 1) |
| Landtag Brandenburg                             | 2024                                            | 088 0(45)                                 | 046                                       | 52,3                                      | 12           | 32     | —     | 30    | —     | —     | 14           | —      | —                      |
| Bremische Bürgerschaft                          | 2023                                            | 087 0(44)                                 | 048                                       | 55,2                                      | 24           | 28     | 10    | (FL)  | 10    | 05    | —            | BD 7   | 3 (AfD 1, parteilos 2) |
| Hamburgische Bürgerschaft                       | 2025                                            | 121 0(61)                                 | 070                                       | 57,9                                      | 26           | 45     | 25    | 10    | 15    | —     | —            | —      | —                      |
| Hessischer Landtag                              | 2023                                            | 133 0(67)                                 | 075                                       | 56,4                                      | 52           | 23     | 22    | 25    | —     | 08    | —            | —      | 3 (parteilos)          |
| Landtag Mecklenburg-Vorpommern                  | 2021                                            | 079 0(40)                                 | 043                                       | 54,4                                      | 13           | 34     | 05    | 13    | 09    | G03 G | —            | —      | 2 (FDP 1, AfD 1)       |
| Niedersächsischer Landtag                       | 2022                                            | 146 0(74)                                 | 081                                       | 55,5                                      | 47           | 57     | 24    | 17    | —     | —     | —            | (FL)   | 1 (WU)                 |
| Landtag Nordrhein-Westfalen                     | 2022                                            | 195 0(98)                                 | 115                                       | 59,0                                      | 76           | 56     | 39    | 12    | —     | 12    | —            | —      | —                      |
| Landtag Rheinland-Pfalz                         | 2021                                            | 101 0(51)                                 | 054                                       | 53,5                                      | 31           | 39     | 09    | 06    | —     | 06    | (FL)         | FW 4 G | 6 (BSW 1, parteilos 5) |
| Landtag des Saarlandes                          | 2022                                            | 051 0(26)                                 | 029                                       | 56,9                                      | 19           | 29     | —     | 03    | —     | —     | —            | —      | —                      |
| Sächsischer Landtag                             | 2024                                            | 120 0(61)                                 | 051                                       | 42,5                                      | 41           | 10     | 07    | 40    | 06    | —     | 15           | —      | 1 (parteilos)          |
| Landtag von Sachsen-Anhalt                      | 2021                                            | 097 0(49)                                 | 056                                       | 57,7                                      | 40           | 09     | 06    | 23    | 11    | 07    | —            | —      | 1 (parteilos)          |
| Schleswig-Holsteinischer Landtag                | 2022                                            | 069 0(35)                                 | 048                                       | 69,6                                      | 34           | 12     | 14    | —     | —     | 05    | —            | SSW 4  | —                      |
| Thüringer Landtag                               | 2024                                            | 088 0(45)                                 | 044                                       | 50,0                                      | 23           | 06     | —     | 32    | 12    | —     | 15           | —      | —                      |
| Gesamt                                          | Gesamt                                          | 1.891                                     |                                           |                                           | 618 (533+85) | 450    | 284   | 276   | 83    | 64    | 44           | 52     | 20 +                   |
| Gesamt pro Partei einschließlich Fraktionslosen | Gesamt pro Partei einschließlich Fraktionslosen | 1.891                                     | 618 (533+85)                              | 451                                       | 284          | 278    | 79    | 65    | 46    | 53 *  | Parteilos 17 |        |                        |
| Anteil in %                                     | Anteil in %                                     | 100,0                                     | 32,7 %                                    | 23,8 %                                    | 15 %         | 14,7 % | 4,2 % | 3,4 % | 2,4 % | 2,8 % | 0,9 %        |        |                        |
| Fraktionen (Gruppen) in Landesparlamenten       | Fraktionen (Gruppen) in Landesparlamenten       | Fraktionen (Gruppen) in Landesparlamenten | Fraktionen (Gruppen) in Landesparlamenten | Fraktionen (Gruppen) in Landesparlamenten | 15+1         | 16     | 13    | 14    | 7     | 7 (1) | 3            | 3 (1)  | —                      |
| Regierungsbeteiligungen                         | Regierungsbeteiligungen                         | Regierungsbeteiligungen                   | Regierungsbeteiligungen                   | Regierungsbeteiligungen                   | 8+1          | 12     | 7     | —     | 2     | 2     | 2            | 1      | —                      |
| Ministerpräsidenten                             | Ministerpräsidenten                             | Ministerpräsidenten                       | Ministerpräsidenten                       | Ministerpräsidenten                       | 7+1          | 7      | 1     | —     | —     | —     | —            | —      | —                      |

Die Sitzanzahlen der Parteien mit den jeweils meisten Sitzen sind fett geschrieben. Parteien, die an der Landesregierung beteiligt sind, sind durch grauen Hintergrund hervorgehoben. Die Sitzanzahlen geschäftsführender Regierungsparteien sind kursiv geschrieben.

## Halbkreisdiagramme
| \| Baden-Württemberg 18 57 18 43 17 1 18 57 18 43 17 1 \| Bayern 17 32 37 85 32 17 32 37 85 32 \| Berlin 20 34 35 52 16 2 20 34 35 52 16 2 \| Brandenburg 14 32 12 30 14 32 12 30 \| \| Bremen 10 28 10 5 24 7 3 10 28 10 5 24 7 3 \| Hamburg 15 25 45 26 10 15 25 45 26 10 \| Hessen 23 22 8 52 25 3 23 22 8 52 25 3 \| Mecklenburg-Vorpommern 9 34 5 13 3 13 2 9 34 5 13 3 13 2 \| \| Niedersachsen 57 24 47 17 1 57 24 47 17 1 \| Nordrhein-Westfalen 56 39 12 76 12 56 39 12 76 12 \| Rheinland-Pfalz 39 9 6 4 31 6 39 9 6 4 31 6 \| Saarland 29 19 3 29 19 3 \| \| Sachsen 6 15 10 7 41 40 1 6 15 10 7 41 40 1 \| Sachsen-Anhalt 11 9 6 7 40 23 1 11 9 6 7 40 23 1 \| Schleswig-Holstein 12 14 4 5 34 12 14 4 5 34 \| Thüringen 12 6 15 23 32 12 6 15 23 32 \| \| --------------------------------------------------- \| ------------------------------------------------- \| -------------------------------------------- \| -------------------------------------------------------- \| | Legende CDU; CSU (Bayern) SPD Grüne AfD Die Linke FDP FW BSW BD SSW Fraktionslose |                    |                        |
| Baden-Württemberg | Bayern                                                                            | Berlin             | Brandenburg            |
| Bremen | Hamburg                                                                           | Hessen             | Mecklenburg-Vorpommern |
| Niedersachsen | Nordrhein-Westfalen                                                               | Rheinland-Pfalz    | Saarland               |
| Sachsen | Sachsen-Anhalt                                                                    | Schleswig-Holstein | Thüringen              |